# Маголник
Маголник (словен. Magolnik) је насељено место у општини Литија, Засавска регија, Словенија.

## Историја
До територијалне реорганизације у Словенији био је у саставу старе општине Литија. Као самостално насеље, Маголник постоји од 1995. године. Настала је издвајањем дела из насеља Добовица.

## Становништво
У попису становништва из 2011. године, Маголник је имао 26 становника.
| Број становника према пописима | Број становника према пописима |
| ------------------------------ | ------------------------------ |
| 2002                           | 2011                           |
| 23                             | 26                             |

Напомена: Године 1995. настала издвајањем дела из насеља Добовица.